# Lobocleta obfustaria
Lobocleta obfustaria är en fjärilsart som beskrevs av George Duryea Hulst 1896. Lobocleta obfustaria ingår i släktet Lobocleta och familjen mätare. Inga underarter finns listade i Catalogue of Life.